# 538
Évszázadok: 5. század – 6. század – 7. század
Évtizedek: 480-as évek – 490-es évek – 500-as évek – 510-es évek – 520-as évek – 530-as évek – 540-es évek – 550-es évek – 560-as évek – 570-es évek – 580-as évek
Évek: 533 – 534 – 535 – 536 –  537 – 538 – 539 – 540 – 541 – 542 – 543

## Események
- Még mindig érezhető a két évvel ezelőtti nagy vulkánkitörés hatása, az időjárás évek óta hűvösebb, a termés gyengébb a szokásosnál. A háborútól is sújtott Itáliában tízezrével halnak éhen az emberek (Prokopiosz szerint 538-542 között 50 ezren).

### Bizánci Birodalom
- A bizánci-gót háborúban, miután a bizánciak már a gót fővárost, Ravennát veszélyeztetik, a gótok több mint egy évi ostrom után, március 12-én elvonulnak Róma alól. Belisarius kitámad rájuk és a Milvius-hídnál nagy veszteségeket okoz nekik.
- Belisarius visszahívja az Ariminumot elfoglaló elit lovasságát, hogy gyengébb harcértékkel bíró gyalogsággal váltsa fel őket a városban, de a csapat parancsnoka, Ióannész megtagadja a parancsot. Rajta kívül az erősítést hozó Narszész is vitatja Belisarius döntéseit.
- Mediolanum (Milánó) polgárai segítséget kérnek Belisariustól, aki egy ezer főnyi csapatot küld és a polgárság segítségével kiűzik a gótokat a városból.
- A gótok ostrom alá veszik a Ravennához közeli Ariminumot. Belisarius és Narszész maga megy a város felmentésére és érkezésükkor a gótok inkább elvonulnak. A bizánci hadvezetés széthúzása ellenére rövid ostrommal elfoglalják Urbinumot.
- A gótok ostrom alá veszik Mediolanumot. Belisarius erősítést küld, de annak parancsnoka elégtelennek ítéli meg az erőit és nem segítve az ostromlottakon további erősítésre vár.
- Örményországban Artabanész vezetésével felkelés tör ki a súlyos adók miatt. Iusztinianosz császár a tapasztalt hadvezért, Szittaszt küldi a lázadás elfojtására, de a felkelők legyőzik a császári csapatokat és megölik Szittaszt.

### Európa
- A harmadik orléans-i zsinaton megtiltják a vasárnap végzett mezőgazdasági munkát és hogy a papok uzsorakamatra kölcsönözzenek pénzt.

### Kelet-Ázsia
- Az észak-kínai Nyugati Vej államot a gyakorlatban kormányzó Jüven Taj hadvezér ráveszi Ven császárt, hogy váljon el feleségétől, Ji-fu császárnétól. hogy feleségül vehesse a zsuazsuan kán lányát, Jücsiulüt, ezzel biztosítva a nomádok szövetségét.
- A Keleti Vej dinasztia tényleges ura, Kao Huan hadvezér ostrom alá veszi a Nyugati Vej által megszállt Lojangot, a korábbi fővárost. Jüven Taj megtámadja az ostromlókat és a csatában mindkét fél súlyos veszteségeket szenved. Eközben a Nyugati Vej fővárosában, Csanganban fellázadnak a keleti hadifoglyok, a trónörököst is vidékre kell menekíteni. Jüven Taj visszasiet a Csanganhoz és elfojtja a lázadást.
- Szong, a koreai Pekcse királya Ungdzsinból Szabiba helyezi át a fővárost. Ugyanebben az évben buddhista misszionáriusokat küld a japán Jamato császárának udvarába; a japán történetírásban ezzel az eseménnyel véget ér a Kofun korszak és kezdetét veszi az Aszuka kor.

## Születések
- Bidacu, japán császár
- Tours-i Szent Gergely,[1] történetíró
- Cse-ji, a buddhizmus tientaj iskolájának alapítója

## Halálozások
- Severus, Antiokheia pátriárkája
- Comgall mac Domangairt, Dál Riata királya
- Szittasz, bizánci hadvezér

## Fordítás
- Ez a szócikk részben vagy egészben  a(z)   538 című angol Wikipédia-szócikk ezen változatának fordításán alapul.  Az eredeti cikk szerkesztőit annak laptörténete sorolja fel. Ez a jelzés csupán a megfogalmazás eredetét és a szerzői jogokat jelzi, nem szolgál a cikkben szereplő információk forrásmegjelöléseként.